# Mellakou
Mellakou là một đô thị thuộc tỉnh Tiaret, Algérie. Dân số thời điểm năm 2002 là 11.404 người.